# Neue Zeitschrift für Musik

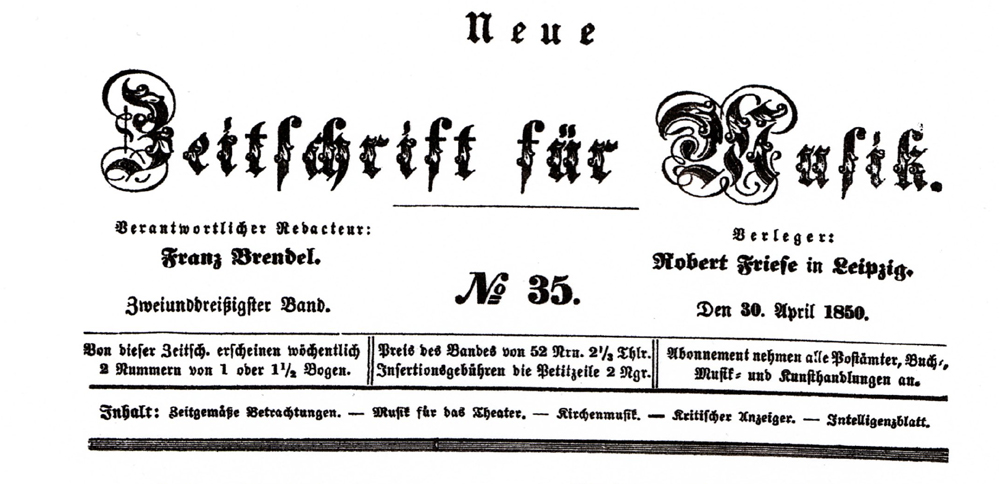
Logo de la página frontal del NZM, ejemplar del 30 de abril de 1850

La Neue Zeitschrift für Musik (traducible como "Nueva Revista de Música") es una revista que se ocupa de las tendencias de la música contemporánea. Fundada por Robert Schumann y publicada en Leipzig, su primer número apareció el 3 de abril de 1834 y su publicación ha seguido casi ininterrumpidamente hasta hoy en día.
Aunque el primer editor fue Julius Knorr, la mayor parte de los trabajos de los primeros números del Neue Zeitschrift (NZM) fue responsabilidad del mismo Schumann; en 1835, cuando se encontró un nuevo publicador, apareció el nombre de Schumann como editor. En sus reseñas dio rienda suelta a sus opiniones sobre las nuevas generaciones de músicos que merecían aclamación, entre ellos Chopin y Berlioz.
En junio de 1843, otras comisiones de Schumann le hicieron abandonar el puesto de editor de la revista, y en 1844 Franz Brendel se convirtió en el propietario y editor. Una publicación muy polémica bajo su dirección fue el artículo antisemita Das Judenthum in der Musik de Richard Wagner bajo el seudónimo de K.Freigedank ('Librepensamiento') en el volumen 33, nº 19 (3 de septiembre de 1850). Esto provocó que se pidiera la renuncia de Brendel a la plana del Conservatorio de Leipzig por Ignaz Moscheles y otros maestros de ahí - el artículo de Wagner había insultado la memoria de Felix Mendelssohn, fundador de la institución - pero tuvo escaso efecto en su tiempo. Brendel continuó editando la revista hasta su muerte en 1868.

## Inicios de NZfM
La Neue Zeitschrift für Musik (en el primer año bajo el título Neue Zeitschrift für Musik Leipziger) fue fundada en 1834 por Robert Schumann junto a su padre más tarde Friedrich Wieck y pianista Julius Knorr y Ludwig Schuncke fundada. Desde Wieck cooperó pero solo limitado por sus numerosos viajes, Knorr precipitada por enfermedades frecuentes y Schuncke tenido poco talento para escribir, casi se cae toda la responsabilidad sobre Schumann. Por lo que también sucedió que Schumann celebrará en la fecha prevista de dos años diez años trabajando como editor de NZfM para evitar la desaparición de la revista. Incluso las consideraciones financieras fueron decisivos aquí.
La preocupación común era fuerte Schumann: "reconocer a los viejos tiempos y sus obras para llamar la atención a las nuevas bellezas artísticas pueden gustar única fuente tan pura se fortalecen - entonces, para luchar contra el pasado reciente como poco artístico, para los cuales sólo el alto aumentado la repuesto Mecánica algunos han sentado -. preparar finalmente un joven, futuro poética, para ayudar a acelerar "[1]
El 1 de julio de 1844 Schumann entregó la gestión de la revista a Oswald Lorenz, quien ya había escrito numerosos artículos bajo varios seudónimos. Franz Brendel luego compró la revista y fue a partir de 1 de enero de 1845 editor responsable. [2]
Apariencia
Al comienzo de la revista fue publicado dos veces a la semana. Cada número consistía en una hoja, cuatro páginas. Dos columnas han sido impresas por página. Desde el primero de julio 1847 alcance se incrementó a lo general de ocho páginas. Allí, con la excepción de la primera años Ganges cada año dos volúmenes, cada uno con 52 puntos.
Los gastos fueron precedidos por Motti literaria. Estos eran de autores como Shakespeare, Goethe, Jean Paul, y otra, sino que también podrían ser de sí mismo Schumann. Un ensayo más amplio sobre temas tales como la estética, biografías, historia de la música siguió. En lugar de ello, una gran revisión de una o más plantas era posible, que se prolongó durante un número de cuestiones. Luego siguieron las críticas de música o escritos relacionados con la música. Schumann puso énfasis en la parte de la correspondencia, estaba en los informes sobre la escena de la música en ciudades nacionales y extranjeras. El día terminó con una sección con temas diversos y notas.
Colaboradores de Schumann NZfM
Los NZfM los primeros días fue del parte real de la asociación, en parte ficticia de artistas y amantes del arte, [3] el Davidsbündlern emitió. Por lo tanto, las contribuciones fueron escritos bajo varios seudónimos, donde existía hasta el 33 por autor diferentes accesos directos (Schumann a sí mismo). Por ejemplo, los famosos seudónimos literarios Schumann, son Florestan y Eusebio frecuencia.
Un colaborador de numerosas contribuciones y abreviaturas era Oswald Lorenz, que a veces también ha sido redactor de NZfM. Un autor destacado en el campo de la técnica del piano y la pedagogía era Friedrich Wieck.
Alfred Heuss o la lucha contra la "no-alemana"
Alfred Heuss (1934)
En la década de 1920, cierta Alfred Heuss las fortunas de la hoja. Él forjó la revista una vez dedicado a progresar a un órgano reaccionario y nacionalista. Oliver Hilmes mostró que Heuß
```
   "[...] La Zeitschrift für Musik en, 
República de Weimar
" un baluarte contra la vanguardia y todo supuestamente no-alemán 'llevaron que la ideología de la música y el régimen nazi no es el principio, pero la culminación de un largo desarrollo, trascendental. El espíritu que caracteriza cada vez más los productos de la hoja de mes y se puede leer sobre todo en las reseñas de obras contemporáneas no se basa en un análisis diferenciado, sino que se basa en prejuicios generalizados. Los llamados frases asesinas 'pretenden identificar el complejo de causas percibe crisis sociales y nombre; De hecho, la masa sugerente actuando argumentos engañosos contribuyen a una división dogmática en "buenos" y, el mal 'al juez y finalmente fatalmente en la razón de ser de las obras y sus creadores. "[4] 
```

1925 Marcado Alfred Einstein la NZfM como "la lucha por la hoja de alemán, contra el nuevo e Internacional de Música". [5]
Editorial editores Place y editores
1850, Número 19 con el inicio de Richard Wagner diatriba judaísmo en la música y el comentario editorial de Franz Brendel
```
   En el primer año (números 1-78) bajo el título Neue Zeitschrift für Musik Leipziger
   Leipzig 1834-1844. "En las sociedades con varios artistas y amantes del arte publicadas bajo la responsabilidad de Robert Schumann". Publicado dos veces a la semana. (El último libro editado por Schumann es el volumen 20, núm. 52 de 27 de junio de 1844.)
   1844, Volumen 21 (de julio a diciembre), Editorial: Oswald Lorenz.
   1845-1868: Franz Brendel. A partir de 1851 una vez a la semana. (Última de Brendel publicó emisión:. Volumen 64, No. 48, 1868. 20 de noviembre)
   1869-1885: Editor Responsable y editor CF Kahnt.
   Verlag 1885-1920 (?): Hermanos Reinecke, de Leipzig.
   1886-1888: Oskar Schwalm.
   1889-1898: El Dr. Paul Simon.
   1899-1903: Edmund Roehlich py.
   A partir de 1903 (volumen 99), No. 27 (1 de julio) impreso en Antiqua.
   1903-1904: Arnold Schering.
   1905-1906: Arnold Schering y Walter Niemann.
   1906: Walter Niemann.
   A partir de 1906, No. 40 (1 de octubre), unidos bajo el título [Leipzig] Unidas semanarios musicales, con Wochenblatt musical (K. Kipke), editado por Ludwig Frankenstein.
   1908-1910 bajo el título semanal Musical papel.
   Desde 1911, de nuevo con el título Neue Zeitschrift für Musik, Consejo de Redacción: Friedrich Brandes.
   ED desde la década de 1920. desde Steingräber-Verlag como Zeitschrift für Musik. Publicado en marzo de dos veces al mes.
   Octubre 1921-1930 Editorial: Alfred Heuss.
   Publicado desde 11 1923 mensual. Subtítulo: "Lucha por la hoja de música alemana y la cultura musical".
   1925 Subtítulo: "mensual para una renovación espiritual de la música".
   1929 (número 7) de 1943 Lugar: Regensburg. Editorial: Bosse. Editorial: Gustav Bosse (hasta 1943). Impreso con largo s.
   04 1943 hasta agosto de 1944, bajo el título: La música en la guerra, la música de órgano de Office Representante del líder para el seguimiento de toda la formación y educación del NSDAP espiritual e ideológica; Al mismo tiempo, diario oficial de las oficinas Feierabend y alemán Volksbildungswerk en la comunidad nazi "Kraft durch Freude". Editorial: HERBERT Gerigk (junto con Melos, el general Musikzeitung, La Música). A continuación, establezca.
   12 1949 hasta 1955 (No. 9) como Zeitschrift für Musik, Editorial: Erich Valentin (hasta 1959). Editorial: Bosse, Ubicación: Regensburg. Subtítulo: "mensual para una renovación constante de la música espiritual".
   1953 incorporaron: el estudiante de música.
   Desde 1955 Ubicación: Mainz. Editores: Karl H. Wörner (hasta 1959).
   A partir de octubre 1955 (número 10) de nuevo Neue Zeitschrift für Musik e incorporada: La vida musical.
   1960-1974: NZ Neue Zeitschrift für Musik.
   1960 Editores: 
Karl Amadeus Hartmann
 (hasta 1963), Ernst Thomas.
   Desde 1967 Editorial: Schott.
   1967 vio el Otto Tomek en el editor (hasta 1978).
   1972 se produce Carl Dahlhaus en el editor (hasta 1978).
   1975-1978 Título: Melos / NZ Neue Zeitschrift für Musik bimestral .. Ernst Thomas, Otto Tomek, Carl Dahlhaus, Hans Oesch.
   A partir de 1979, Título: Neue Zeitschrift für Musik. Editor en jefe Wolfgang Burde.
   1 982 Publicado 12 veces al año. Editores: Harald Budweg (hasta 1984), Manfred Karallus, Michael Stegemann.
   1985 se produce Sigfried Schibli en el editor (hasta 1992).
   1988-1992 Peter Niklas Wilson, Lotte Thaler.
   Desde 1993, seis veces al año. Editores: Rolf W. Stoll.
```

## Corresponsales conocidos
```
   
Hugo Riemann
 desde 1872, seudónimo Hugibert Ries [6]
   August Wilhelm Ambros, seudónimo Flamin [7]
   Hans von Bülow [8]
   Karl Ferdinand Becker [9]
   Karl Banck [10]
   Joachim Raff [11] 
```

## El NZfM hoy
La publicación está dedicada a las tendencias contemporáneas - en especial la nueva música, jazz de vanguardia, arte sonoro y el pop, así como manifestaciones históricas de la música. Ella tiene cada uno de los temas principales y también contiene retratos de compositores, habla con los protagonistas de la vida musical contemporánea y contribuciones analíticas. En numerosos CD, DVD y reseñas de libros se discuten nuevas publicaciones y evaluaron críticamente.
La cartera de la revista incluye la edición Neue Zeitschrift für Musik, una serie de libros con el compositor volúmenes de hecho y así como el DVD de la serie música viva - Foro de la música contemporánea con compositores y retratos de negocios.
```
   Chalecos Annette, Neue Zeitschrift für Musik (1834 a 1844): Introducción, RIPM 2011 S. XXI-XXXI (PDF, 342 kB)
   Oliver Hilmes, La controversia sobre "alemán" - Alfred Heuss y el Zeitschrift für Musik, Hamburgo: von Bockel 2003
   Michael y Armin Koch Beiche (ed.), "Un nuevo tiempo poética". 175 años Neue Zeitschrift für Musik. Informe sobre el Simposio sobre 2 y 3 de abril de 2009 en Düsseldorf, Maguncia: Schott 2013 (= la investigación Schumann, Tomo 14), 
ISBN 978-3-7957-0685-2
```